# Trasslagöl
Trasslagöl är en sjö i Emmaboda kommun i Småland och ingår i Lyckebyåns huvudavrinningsområde.